# Karl Lueger
Karl Lueger, avstrijski pravnik, politik in poslanec, * 24. oktober 1844, † 10. marec 1910.
Lueger je bil župan Dunaja med letoma 1897 in 1910.